# Franz Mayinger
Franz Mayinger (Augsburgo, 2 de setembro de 1931) é um termodinamicista alemão.

## Obras
- Mayinger, Franz (1994). Optical measurements. Berlin, New York: Springer. ISBN 3-540-56765-8
- Hauf, Werner; Grigull, Ulrich; Mayinger, Franz (1991). Optische Messverfahren der Wärme- und Stoffübertragung. Berlin: Springer. ISBN 3-540-53073-8
- Franz Mayinger, Karl Stephan, Karlheinz Schaber, Peter Stephan (1998). Thermodynamik. Grundlagen und technische Anwendungen. [S.l.]: Springer. ISBN 3-540-22035-6
- Franz Mayinger (1982). Strömung und Wärmeübergang in Gas-Flüssigkeits-Gemischen. Wien: Springer. ISBN 3-211-81668-2
- ca. 350 artigos sobre termodinâmica, transmissão de calor, escoamento em duas fases, métodos ópticos de medição e segurança de reatores